# Чхве Йон Су
Чхве Йон Су (кор. Choi Yong-Soo; нар. 10 вересня 1973, Пусан) — південнокорейський футболіст, що грав на позиції нападника. По завершенні ігрової кар'єри — тренер. З 2016 року очолює тренерський штаб команди «Цзянсу Сунін».

## Клубна кар'єра
Вихованець футбольної команди Університету Йонсе.
У дорослому футболі дебютував 1994 року виступами за команду клубу «Сеул», в якій провів шість сезонів, взявши участь у 111 матчах чемпіонату.
Своєю грою за цю команду привернув увагу представників тренерського штабу клубу «Санджу Санму», до складу якого приєднався 1997 року. Відіграв за санджунську команду наступний сезон своєї ігрової кар'єри.
2001 року уклав контракт з клубом «ДЖЕФ Юнайтед», у складі якого провів наступні два роки своєї кар'єри гравця. Більшість часу, проведеного у складі «ДЖЕФ Юнайтед», був основним гравцем атакувальної ланки команди. В новому клубі був серед найкращих голеодорів, відзначаючись забитим голом в середньому щонайменше двічі у кожних трьох іграх чемпіонату.
Згодом з 2004 по 2005 рік грав у складі команд клубів «Кіото Санга» та «Джубіло Івата».
2006 року повернувся до «Сеула», за який відіграв дві гри, після чого завершив професійну кар'єру футболіста.

## Виступи за збірну
1995 року дебютував в офіційних матчах у складі національної збірної Південної Кореї. Протягом кар'єри у національній команді, яка тривала 9 років, провів у формі головної команди країни 69 матчів, забивши 27 голів.
У складі збірної був учасником чемпіонату світу 1998 року у Франції, розіграшу Кубка конфедерацій 2001 року в Японії і Південній Кореї, розіграшу Золотого кубка КОНКАКАФ 2002 року у США, чемпіонату світу 2002 року в Японії і Південній Кореї.

## Кар'єра тренера
Розпочав тренерську кар'єру відразу ж по завершенні кар'єри гравця, 2006 року, увійшовши до тренерського штабу клубу «Сеул». Протягом 2012–2016 років очолював цю команду.
З 2016 року очолює тренерський штаб китайської команди «Цзянсу Сунін».

## Титули і досягнення

### Гравець
- Чемпіон Південної Кореї: 2000
- Володар Кубка південнокорейської ліги: 2006

Збірні
- Переможець Кубка Східної Азії: 2003

### Тренер
- Чемпіон Південної Кореї: 2012
- Володар Кубка Південної Кореї: 2015